# Halowe Mistrzostwa Europy w Lekkoatletyce 1989 – skok o tyczce mężczyzn
Skok o tyczce mężczyzn – jedna z konkurencji technicznych rozgrywanych podczas halowych lekkoatletycznych mistrzostw Europy w  hali Houtrust w Hadze. Rozegrano od razu finał 19 lutego 1989. Zwyciężył reprezentant Związku Radzieckiego Grigorij Jegorow. Tytułu zdobytego na poprzednich mistrzostwach nie bronił Rodion Gataullin ze Związku Radzieckiego.

## Rezultaty

### Finał
Opracowano na podstawie materiału źródłowego.
| Miejsce | Zawodnik             | Wynik | Uwagi |
| ------- | -------------------- | ----- | ----- |
| 1       | Grigorij Jegorow     | 5,75  |       |
| 2       | Igor Potapowicz      | 5,75  |       |
| 3       | Mirosław Chmara      | 5,60  |       |
| 4       | Marian Kolasa        | 5,60  |       |
| 4       | Bernhard Zintl       | 5,60  |       |
| 6       | István Bagyula       | 5,50  |       |
| 7       | Atanas Tyrew         | 5,40  |       |
| 8       | Hermann Fehringer    | 5,40  |       |
| 9       | Philippe d’Encausse  | 5,40  |       |
| 9       | Javier García        | 5,40  |       |
| 9       | Peter Widén          | 5,40  |       |
| 12      | Harri Palola         | 5,40  |       |
| 12      | Alberto Ruiz         | 5,40  |       |
| 14      | Zdeněk Lubenský      | 5,30  |       |
| 15      | Jean-Marc Tailhardat | 5,30  |       |
| 16      | Marco Andreini       | 5,20  |       |
| 17      | Enzo Brichese        | 5,20  |       |
| –       | Nikołaj Nikołow      | NM    |       |
| –       | Arto Peltoniemi      | NM    |       |